# Rezá Ghúčanedžhád
Rezá Ghúčanedžhád (* 20. září 1987, Mašhad) je íránský fotbalový útočník a bývalý reprezentant. Od září 2019 působí v nizozemském PEC Zwolle.
Na juniorské úrovni reprezentoval Nizozemsko, kam s rodinou ve čtyřech letech uprchl. Poté se rozhodl pro reprezentování Íránu, v jehož dresu hrál na Mistrovstvích světa 2014 a 2018.

## Klubová kariéra
Ghúčanedžhád dvanáct let působil v akademii SC Heerenveenu. V roce 2006 debutoval v prvním týmu v utkání proti AZ Alkmaar. V létě 2009 s Heerenveenem rozvázal kontrakt, jelikož se chtěl soustředit na studia na Vrije Universiteit Amsterdam, v oboru Právní věda a politická filosofie. Po setkání s Marcem Overmarsem se nakonec rozhodl podepsat smlouvu v Go Ahead Eagles. V lednu 2010 přestoupil do Cambuuru. Ve svém prvním utkání proti BV Veendam vstřelil gól hned v 9. vteřině utkání, čímž vyrovnal dlouholetý rekord Johana Cruijffa. V červnu 2011 se poprvé v kariéře vydal mimo Nizozemí, podepsal smlouvu s belgickým K. Sint-Truidense VV. V srpnu 2012 podepsal 3,5letou smlouvu se Standardem Lutych.
V lednu 2014 podepsal s anglickým druholigovým Charltonem Athletic. Debutoval 1. února proti Wiganu (prohra 1:2). V srpnu 2014 odešel na roční hostování do kuvajtského Kuwait SC. Debutoval 15. srpna v utkání kuvajtského superpoháru proti Qadsia FC. První gól vstřelil 26. srpna indonéskému týmu Persipura Jayapura v rámci čtvrtfinále Poháru AFC, gólem ale pouze zmírnil debakl 1:6. Už v únoru 2015 Kuwait SC opustil a odešel na čtyřměsíční hostování do katarského Al-Wakrah SC. V létě 2015 se vrátil do Charltonu, kde působil až do konce sezony 2015/16, kdy „The Addicks“ sestoupili do třetí ligy.
V červnu 2016 se vrátil do nizozemského SC Heerenveen. Střelecky se mu zde velmi dařilo, 22. ledna 2017 se mu podařilo vstřelil hattrick do sítě PSV Eindhovenu, čímž se stal prvním Íráncem, který vstřelil hattrick v jedné z nejvyšších evropských soutěží. Ročník 2016/17 zakončil s 20 vstřelenými góly a byl druhým nejlepším střelcem Eredivisie, pouze o jeden gól zaostal za vítězným Nicolaiem Jørgensenem z Feyenoordu. V následující sezoně na tyto výkony nenavázal, zaznamenal pouze 7 gólů, i přesto byl nejlepším střelcem týmu. V červenci 2018 podepsal dvouletou smlouvu s kyperským APOEL FC. V lednu 2019 odešel na půlroční hostování do australského Sydney FC. Ve finále ligy proměnil rozhodující penaltu v rozstřelu a napomohl tak k zisku titulu. V září 2019 podepsal s nizozemským PEC Zwolle.

## Reprezentační kariéra
Ghúčanedžhád na juniorské úrovni reprezentoval Nizozemsko. V říjnu 2012 obdržel pozvánku do íránské reprezentace a v národním týmu debutoval 16. října 2012 proti Jižní Koreji. První góly vstřelil 6. února 2013 Libanonu. V červnu rozhodl o výhře 1:0 proti Jižní Koreji a zajistil Íránu první místo v kvalifikační skupině MS 2014. Na Mistrovství světa se stal jediným íránským střelcem (gól proti Bosně a Hercegovině) a stal se prvním hráčem Charltonu, který skóroval na Mistrovství světa ve fotbale.

## Úspěchy
Sydney FC
- A-League: 2018/19

Individuální
- První Íránec, který vstřelil hattrick v jedné z prvních evropských lig.[6]
- Nejrychlejší gól v Eredivisie – 9 vteřin.
- První Íránec, který vyhrál A-League.
- První hráč Charlton Athletic FC, který skóroval na Mistrovství světa ve fotbale.[8]